# Шишков Олександр Семенович

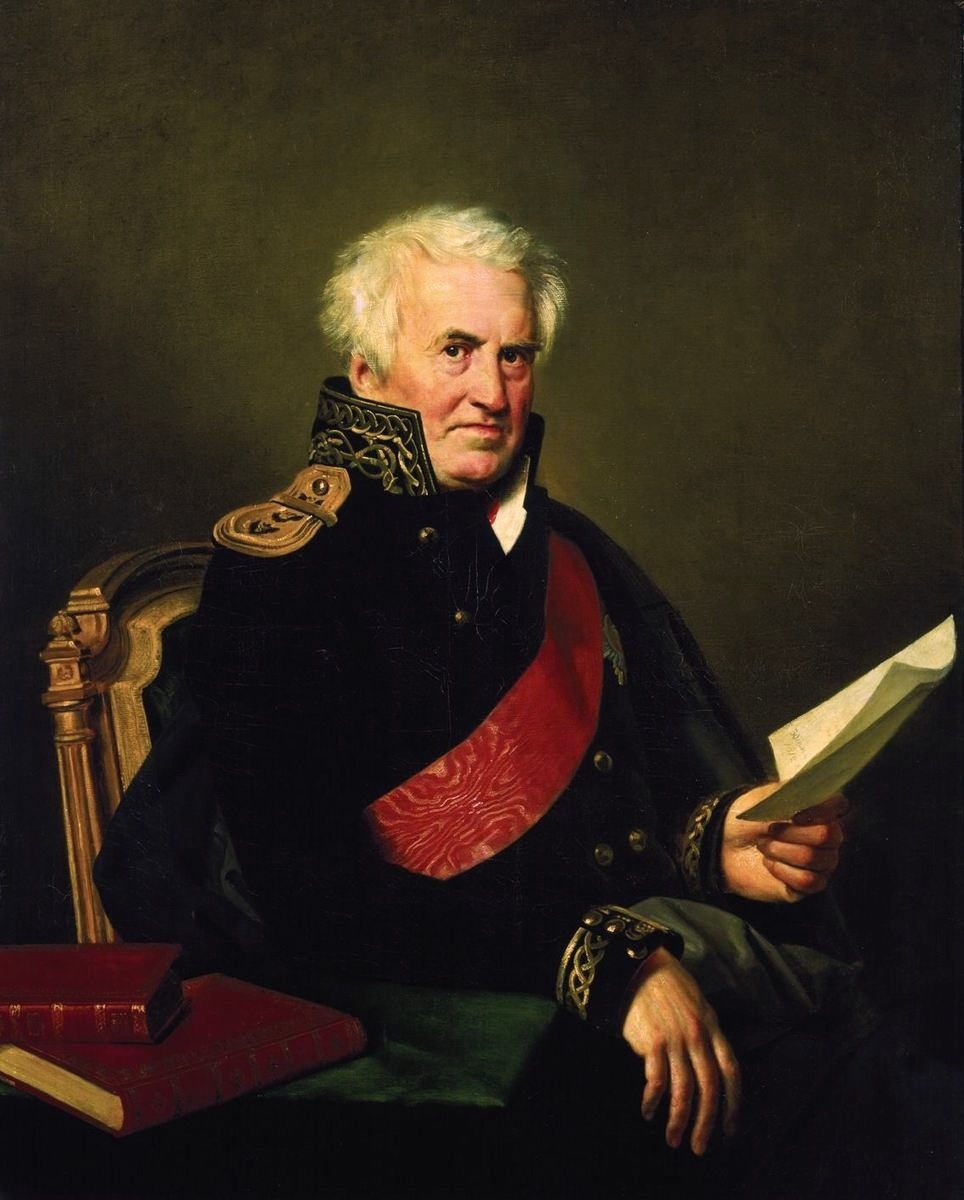
Олександр Шишков, 1825

Олександр Семенович Шишков (рос. Александр Семёнович Шишков; 9 (20) березня 1754, Москва — 9 (21) квітня 1841, Санкт-Петербург) — російський письменник, військовий і державний діяч. Державний секретар та міністр народної освіти. Один з провідних російських ідеологів часів франко-російської війни 1812 року, відомий консерватор, ініціатор видання охоронного цензурного статуту 1826 року. Президент Російської академії, філолог і літературознавець. Адмірал.